# 39734 Marchiori
39734 Marchiori este o planetă minoră (asteroid) din centura de asteroizi. A fost descoperită pe 14 decembrie 1996 la osservatorio astronomico di Sormano⁠(d) de Francesco Manca⁠(d) și a fost numită după Gianpietro Marchiori⁠(d). 
Obiectul prezintă o orbită caracterizată de o semiaxă mare de 2,3729842 UAi, o excentricitate de 0,23, o înclinație de 2,5542 ° în raport cu ecliptica.